# 北川副村
北川副村（きたかわそえむら）は、佐賀県佐賀郡にあった村。現在の佐賀市の一部にあたる。

## 地理
佐賀平野の中央部に位置していた。
- 河川：佐賀江[2]、八田江[3]、新川[4]

## 歴史
- 1889年（明治22年）4月1日、町村制の施行により、佐賀郡江上村、木原村、光法村、新郷村が合併して村制施行し、北川副村が発足[1][5]。旧村名を継承した江上、木原、光法、新郷の4大字を編成[5]。
- 1954年（昭和29年）10月1日、佐賀市に編入され廃止[1][5]。

### 地名の由来
江戸時代、川副上郷の北部であったことによる。

## 産業
- 農業

## 交通

### 鉄道
- 1935年（昭和10年）国有鉄道佐賀線が開通し、南佐賀駅、光法駅開設[5]。

### 馬車鉄道
- 1904年（明治37年）佐賀馬車鉄道（佐賀電気軌道）による馬車鉄道が開通[5]。1928年（昭和3年）廃業しバスに転換[5]。

## 教育
- 1901年（明治34年）北川副小学校開校（大字木原）[5]。
- 1948年（昭和23年）北川副中学校開校（大字木原）[5]。